# WTA фінал 2016, парний розряд
Володарками титулу були Саня Мірза і Мартіна Хінгіс, але у півфіналі зазнали поразки від Катерина Макарової і Олена Весніної.
У фіналі Макарова і Весніна перемогли Бетані Маттек-Сендс і Луціє Шафарова з рахунком 7-65, 6-3.

## Giocatrici
| 1. Каролін Гарсія / Крістіна Младенович (півфінал) 2. Мартіна Хінгіс / Саня Мірза (півфінал) 3. Бетані Маттек-Сендс / Луціє Шафарова (фінал) 4. Катерина Макарова / Олена Весніна (чемпіонки) | 1. Андреа Главачкова / Луціє Градецька (чвертьфінал) 2. Чжань Хаоцін / Чжань Юнжань (чвертьфінал) 3. Тімеа Бабош / Ярослава Шведова (чвертьфінал) 4. Юлія Гергес / Кароліна Плішкова (чвертьфінал) |

## Основна сітка

### Легенда
| - Q = Кваліфаєр - WC = Вайлд-кард - LL = Щасливий лузер | - Alt = Заміна - SE = Виняток - PR = Захищений рейтинг | - w/o = Без гри - r = Зняття - d = Присуджено перемогу |

|  | Чвертьфінали | Чвертьфінали                       | Чвертьфінали | Чвертьфінали | Чвертьфінали |  |  | Півфінали | Півфінали                          | Півфінали | Півфінали | Півфінали |  |  | Фінал | Фінал                              | Фінал | Фінал | Фінал |  |
|  |              |                                    |              |              |              |  |  |           |                                    |           |           |           |  |  |       |                                    |       |       |       |  |
|  | 1            | Каролін Гарсія Крістіна Младенович | 6            | 6            |              |  |  |           |                                    |           |           |           |  |  |       |                                    |       |       |       |  |
|  | 8            | Юлія Гергес Кароліна Плішкова      | 4            | 2            |              |  |  | 1         | Каролін Гарсія Крістіна Младенович | 3         | 5         |           |  |  |       |                                    |       |       |       |  |
|  | 3            | Бетані Маттек-Сендс Луціє Шафарова | 5            | 7            | [10]         |  |  | 3         | Бетані Маттек-Сендс Луціє Шафарова | 6         | 7         |           |  |  |       |                                    |       |       |       |  |
|  | 7            | Тімеа Бабош Ярослава Шведова       | 7            | 6            | [2]          |  |  |           |                                    |           |           |           |  |  | 3     | Бетані Маттек-Сендс Луціє Шафарова | 65    | 3     |       |  |
|  | 5            | Андреа Главачкова Луціє Градецька  | 2            | 5            |              |  |  |           |                                    |           |           |           |  |  | 4     | Катерина Макарова Олена Весніна    | 7     | 6     |       |  |
|  | 4            | Катерина Макарова Олена Весніна    | 6            | 7            |              |  |  | 4         | Катерина Макарова Олена Весніна    | 3         | 6         | [10]      |  |  |       |                                    |       |       |       |  |
|  | 6            | Чжань Хаоцін Чжань Юнжань          | 610          | 5            |              |  |  | 2         | Мартіна Хінгіс Саня Мірза          | 6         | 2         | [6]       |  |  |       |                                    |       |       |       |  |
|  | 2            | Мартіна Хінгіс Саня Мірза          | 7            | 7            |              |  |  |           |                                    |           |           |           |  |  |       |                                    |       |       |       |  |